# توماس دبليو. إغان
توماس دبليو. إغان (بالإنجليزية: Thomas W. Egan)‏ هو ضابط أمريكي، ولد في 1836 في نيويورك في الولايات المتحدة، وتوفي بنفس المكان في 1887.